# Postismo
Nell'ambito dell'avanguardia della letteratura spagnola, il postismo è un movimento marginale — piuttosto che un gruppo —, il cui nome è la contrazione di post-surrealismo (come si può leggere nel secondo manifesto, apparso in La Estafeta Literaria, numero speciale del 1946 e firmato da Eduardo Chicharro Briones, Carlos Edmundo de Ory e Silvano Sernesi), ma che all'inizio stava a significare "l'ismo che viene dopo tutti gli ismi", come si può vedere più sotto. Con tale denominazione si voleva indicare che questo movimento veniva a essere la sintesi di tutte le avanguardie letterarie precedenti.

## Elenco degli autori
In Spagna, insieme al catalano Dau al Set,  fu l'unico movimento che assunse le avanguardie europee dopo la guerra civile. Fu sviluppato soprattutto da Carlos Edmundo de Ory (1923-2010) e Eduardo Chicharro Briones (1905-1964), e in esso figurarono durante un certo periodo di tempo scrittori come Francisco Nieva (1924-2016 ), Ángel Crespo (1926-1995), Gloria Fuertes (1917-1998), Antonio Fernández Molina (1927-2005), Fernando Arrabal (1932- ), Gabino-Alejandro Carriedo (1923-1981), José Fernández-Arroyo (1928- ), Félix Casanova de Ayala (1915-1990), Federico Muelas (1910-1974), Jesús Juan Garcés (1917-1983) o Carlos de la Rica (1929-1997).

## Origini
Il postismo nasce a Madrid nel 1945 e prosegue la sua attività fino al 1950. La pubblicazione del Terzo Manifesto del Postismo (1947) segna probabilmente l'inizio di una tendenza matura per l'incomprensione letteraria e la chiusura ideologica. Le influenze più chiare provengono dalle avanguardie letterarie francesi: il dadaismo, dal quale si scinde il surrealismo; Silvano Sernesi ricevette a Roma una forte influenza futurista da Marinetti. Il cubismo letterario non gli era sconosciuto: i postisti iniziano da esso come da un punto superato: vogliono arrivare dove si esaurirono i tre movimenti citati, e la poesia sociale. Il movimento fu definito da Carlos Edmundo de Ory come "follia controllata" di fronte alla "scrittura automatica" surrealista.
La tradizione nella quale attinge il postismo è profonda; la sua posizione anticanonica e contraffattuale paradossalmente getta radici nella ingegnosità verbale del barocco e i pastiches gaudenti delle satire ottocentesche, passando per l'aspetto strambo, festivo e burlesco, di scrittori del novecento come Ros de Olano e Miguel de los Santos Álvarez, per allacciarsi con il cosiddetto esperpento di Valle Inclán, la fabbrica gregueriesca di Ramón Gómez de la Serna e dunque dalle avanguardie, con l'assurdo e lo humor surreale dei suoi discepoli Tono, Miguel Mihura, Carlos Arniches, Enrique Jardiel Poncela e di coloro che scrivevavo sulle riviste come Bertoldo, La Ametralladora e La Codorniz. 

## Manifesti e riviste
Il postismo creò quattro manifesti. Il primo venne pubblicato nella rivista Postismo, núm. 1, Madrid 1945. Il secondo apparve in un numero straordinario di La Estafeta literaria di Madrid, nel 1946. Il terzo venne pubblicato da "El Minuto", supplemento di La Hora, num. 1, segunda época, Madrid, 1947; questi tre manifesti furono trascritti da Félix Grande in Carlos Edmundo de Ory, Puesta 1945‑1969 (Barcellona, Edhasa, 1970). Il quarto e ultimo apparve insieme agli altri in un'edizione di Gonzalo Armero: Eduardo Chicharro, Música Celestial y otros poemas (Madrid: Semanarios y Ediciones, 1974). Le pubblicazioni principali di questa estetica sono il menzionato Postismo e La Cerbatana, suffragate da Silvano Sernesi, e El Pájaro de Paja e "Jueves Postista", supplemento del diario Lanza di Ciudad Real.

## Poetica
Il postismo ebbe ripercussioni nelle arti plastiche e nella letteratura, reagendo in quest'ultima contro le correnti contemporanee che Dámaso Alonso definì come poesia sradicata e poesia radicata. Si tratta di una corrente che pretende di sintetizzare le estetiche dell'avanguardia prebellica in una specie di neo-dadaismo germinale e come tale respinge tutto ciò che è dogmatismo o imposizione. I suoi principi possono ridursi secondo José Manuel Polo Bernabé a questi cinque:
1. Supremazia dell'immaginazione che dipende dal subconsciente e dalla ragione.
2. Utilizzazione di materiali sensoriali
3. Il suo carattere ludico, dionisiaco e umoristico
4. Controllo tecnico che include l'esplorazione delle possibilità del linguaggio, tratto questo forse che lo distingue da altri movimenti d'avanguardia
5. Volontà di distruggere pregiudizi.

Questi principi si trovano allusi nel primo Manifesto;
Il risultato di un movimento profondo e semiconfuso di espedienti del subcosciente toccati da noi in sincronia diretta o indiretta (memoria) con elementi sensoriali del mondo esterno, per la cui funzione o esercizio, l'immaginazione, esaltata automaticamente, ma sempre con allegria, resta captata per proporzionare la sensazione della bellezza o la bellezza stessa, contenuta in norme tecniche controllate e di tale indole che nessuna classe di pregiudizi o considerazioni civiche, storiche o accademiche possano inibire l'impulso immaginativo.
Carlos Edmundo de Ory definì il postismo nel 1946 come "follia inventata", e Eduardo Chicharro, come "culto dell'esagerazione". Si trattava, in definitiva, della liquidazione delle avanguardie. Altro postista celebre, Gabino-Alejandro Carriedo, lo definiva nel 1949 come "uno stato d'animo, un modo di essere, un aspetto dell'arte e della naturalezza [...] È la sensazione pura sfruttata in modo scientifico e consapevole. Postismo è il godimento intimo degli dei".

## Centro di diffusione
I centri di diffusione del postismo si localizzarono fondamentalmente a Madrid e nella Ciudad Real (molti poeti manceghi aderirono al movimento; Ángel Crespo, Francisco Nieva, Antonio Fernández Molina e José Fernández-Arroyo, così come i conquensi Carlos de la Rica e Federico Muelas), e in questo luogo si ebbero alcune pubblicazioni fondamentali del movimento, come El Pájaro de Paja e Jueves Postista).

## Evoluzione
Nella sua opera No es un sueño (Diario: 1954-2006), José Fernández-Arroyo descrive il postismo in questi termini:
Il postismo è in realtà il risultato di alcuni esperimenti fotografici organizzati negli anni trenta e da tanti miei ormai scomparsi amici Gregorio Prieto e Eduardo Chicharro "Chevé", durante gli anni in cui vivevano come borsisti nell'Accademia di Spagna, a Roma. Chicharro, grande appassionato della fotografia e buon fotografo, con la sua sensibilità di pittore, realizzò una serie di fotografie e montaggi prendendo come soggetto rovine di statue e templi romani e utilizzando come modello Gregorio Prieto. A metà strada fra il serio e il faceto, Chicharro chiamò il suo stile "postista", volendo significare con questo nome una tendenza che sorpassava l'ultimo "ismo" allora imperante nell'arte e nella letteratura, che era il surrealismo francese. Essi decisero che il suo nuovo stile andava più in là di tutti gli altri "ismi".
Anni più tardi, Chicharro, ritornando ormai a Madrid, conobbe il poeta Carlos Edmundo de Ory e, attraverso questi, il giovane Silvano Sernesi, figlio di un finanziere italiano e, tutti e tre, decisero di "lanciare" seriamente questo movimento tramite l'edizione di una rivista denominata Postismo,  dove pubblicarono il primo Manifesto, presieduto da una foto di Gregorio di quelle realizzate a Roma. Tale Manifesto dovette apparire scandaloso e sospettato di disubbidienza verso le autorità culturali di allora, e la rivista fu immediatamente messa al bando. Senza darsi per vinti, in poco tempo pubblicarono una nuova rivista intitolata La Cerbatana, che subì la stessa sorte della prima. In questo periodo, Gabino-Alejandro Carriedo e Ángel Crespo cominciarono a pubblicare ogni due mesi una modestissima piccola rivista la quale fu battezzata El Pájaro de Paja (l'uccello di paglia), con la quale il movimento postista faticosamente crebbe fino a che, nel 1946, non apparve nella Estafeta Literaria il Secondo Manifesto Postista e, l'anno seguente, nel supplemento El Minuto della rivista studentesca La Hora, il Terzo Manifesto lanciato da Chicharro, dedicato alla gioventù studentesca, con la peregrina intenzione di attrarla alla sua causa.
Ma la cosa certa è che, malgrado questi tre “Manifesti”, nei quali il preteso movimento culturale non pare manifestarsi molto solidamente strutturato, ma sembra soprattutto ridursi in definitiva a una specie di divertimento culturale, il postismo conobbe un breve periodo di vigore tra i poeti fondatori, insieme ai quali si vanno incorporando anche i miei cari e scomparsi amici Ángel Crespo, Gabino-Alejandro Carriedo e Félix Casanova de Ayala e, poco tempo dopo, Antonio Fernández Molina, Carlos de la Rica e io stesso. La verità è che, unicamente a loro si deve la limitata opera che può considerarsi realmente postista, a parte quella di Carlos Edmundo de Ory e quella stessa di Chicharro, nonostante, successivamente abbiano aderito altri nomi (tra cui Arrabal) e altre poche opere più o meno lontanamente imparentate con l'ortodossia postista nella quale, d'altra parte, tutta l'eterodossia vi poteva essere inclusa.
Non smette di destare curiosità il fatto che un fenomeno quasi insignificante di avanguardia poetica, che pretendeva fondamentalmente confrontarsi come alternativa (forse più divertente che profonda) allo stile neoclassicista permesso dal regime franchista, e rappresentato da un gruppo di poeti chiamati "garcilasisti", sia riuscito ad attrarre, nel corso degli anni, tanto interesse e tanta attenzione come sembra destare adesso il postismo. Io penso che ciò debba essere motivato, precisamente, dal fatto che il postismo fu l'unico sforzo di rottura (piuttosto formale che ideologico) sorto contro l'antiquato e uniforme stile generalizzato tra i poeti protetti dal regime e accaparratori esclusivi di tutte le pubblicazioni letterarie permesse dal "movimento nazionalsindicalista imperiale".
Secondo Jaume Pont, El pájaro de paja, Deucalión e Doña Endrina, per mano di Carriedo, Crespo e Fernández Molina, incoraggiarono nelle loro pagine l'eredità postista, allo stesso modo del primo teatro di Fernando Arrabal (Pic-nic, El cementerio de automóviles...) o, anche più chiaramente , del "Teatro furioso", del "Teatro di farsa e calamità" e del "Teatro di cronaca e stampa" di Francisco Nieva, "maggiore esponente di assimilazione diretta e indiretta delle tesi postiste nel campo teatrale: stampe carnevalesche, irrazionalità che sublima criticamente il grottesco, simbiosi plastica delle diverse forme d'arte, humor rabbonito e, in modo rilevante, una funzionalità teatrale della parola che potenzia le tre chiavi magiche tante volte ventilate da Chicharro, Ory e Sernesi nei loro manifesti: l'assurdo, la follia e lo sproposito" (J. Pont, "Postismo, l'incantesimo della parola", in El Cultural, supplemento di El Mundo, 27/06/1999).
Derivazioni del postismo possono trovarsi successivamente in José Luis Castillejo, Juan Eduardo Cirlot, la poesia visuale e il gruppo Zaj. Un tentativo di rivitalizzare l'estetica del postismo fu condotto da Carlos de la Rica, il quale stimolò il neopostismo attraverso il gruppo poetico di «La Camama» primeggiato da José del Saz Orozo, Manuel San Martín, Carlos Asorey e Luis Lloret, favoriti per mezzo della sua modesta casa editrice «El Toro de Barro», fondata nel 1965 e di una certa valenza negli anni ottanta.